# Paulo Garcés
Paulo Andrés Garcés Contreras (Parral, 2 augustus 1984) is een Chileens voetballer die als doelman op huurbasis speelt voor CD O'Higgins in de Primera División. In 2011 debuteerde hij in het Chileens voetbalelftal.

## Clubcarrière
In 2002 debuteerde hij bij zijn jeugdclub CD Universidad Católica; na tal van verhuurperiodes kon hij vanaf 2008 rekenen op een vaste plaats in het elftal. In 2011 vertrok hij naar Club Universidad de Chile. Hier kon hij echter niet rekenen op een basisplaats en vertrok op huurbasis naar Unión La Calera en CD O'Higgins. Dit leverde in 2014 zijn vijfde landskampioenschap op.

## Interlandcarrière
Op 22 januari 2011 debuteerde Garcés voor Chili in een vriendschappelijke wedstrijd tegen Verenigde Staten (1–1). In mei 2014 maakte bondscoach Jorge Sampaoli bekend hem mee te zullen nemen naar het wereldkampioenschap in Brazilië.
| Interlands van Paulo Garcés voor Chili | Interlands van Paulo Garcés voor Chili | Interlands van Paulo Garcés voor Chili | Interlands van Paulo Garcés voor Chili | Interlands van Paulo Garcés voor Chili | Interlands van Paulo Garcés voor Chili |
| №                                      | Datum                                  | Wedstrijd                              | Uitslag                                | Soort Wedstrijd                        | Doelpunten                             |
| Als speler bij CD Universidad Católica | Als speler bij CD Universidad Católica | Als speler bij CD Universidad Católica | Als speler bij CD Universidad Católica | Als speler bij CD Universidad Católica | Als speler bij CD Universidad Católica |
| -------------------------------------- | -------------------------------------- | -------------------------------------- | -------------------------------------- | -------------------------------------- | -------------------------------------- |
| 1.                                     | 22 januari 2011                        | Verenigde Staten – Chili               | 1 – 1                                  | Vriendschappelijk                      | 0                                      |

## Erelijst
Chili
- Copa América

2015